# Scandinavian Airlines Connect
Scandinavian Airlines Connect Ltd, ou SAS Connect, et anciennement  SAS Ireland ou SAIL, est une filiale irlandaise de Scandinavian Airlines (SAS), et par extension SAS Group. La compagnie aérienne opère exclusivement des vols pour le compte de SAS avec une flotte d'avions Airbus A320neo.

## Histoire
SAS a créé sa filiale basée en Irlande au début de 2017. Initialement, la compagnie aérienne devait être équipée de neuf Airbus A320neo flambant neufs ; cinq avions pour commencer les vols au départ de Londres Heathrow, puis de Malaga au printemps 2018, les quatre autres avions pour le compte de sa société mère.
En mai 2021, il a été annoncé que SAS Ireland établirait une base à Copenhague, exploitant initialement une flotte de 3 à 5 A320neo. SAS et le syndicat danois FPU (qui fait partie de la Confédération danoise des syndicats ou FH) ont signé une nouvelle convention collective pour les pilotes et le personnel de cabine. En septembre 2021, SAS a annoncé que SAS Ireland serait rebaptisé SAS Connect, et a annoncé plus tard que les opérations basées à Copenhague seraient lancées au début de 2022,.

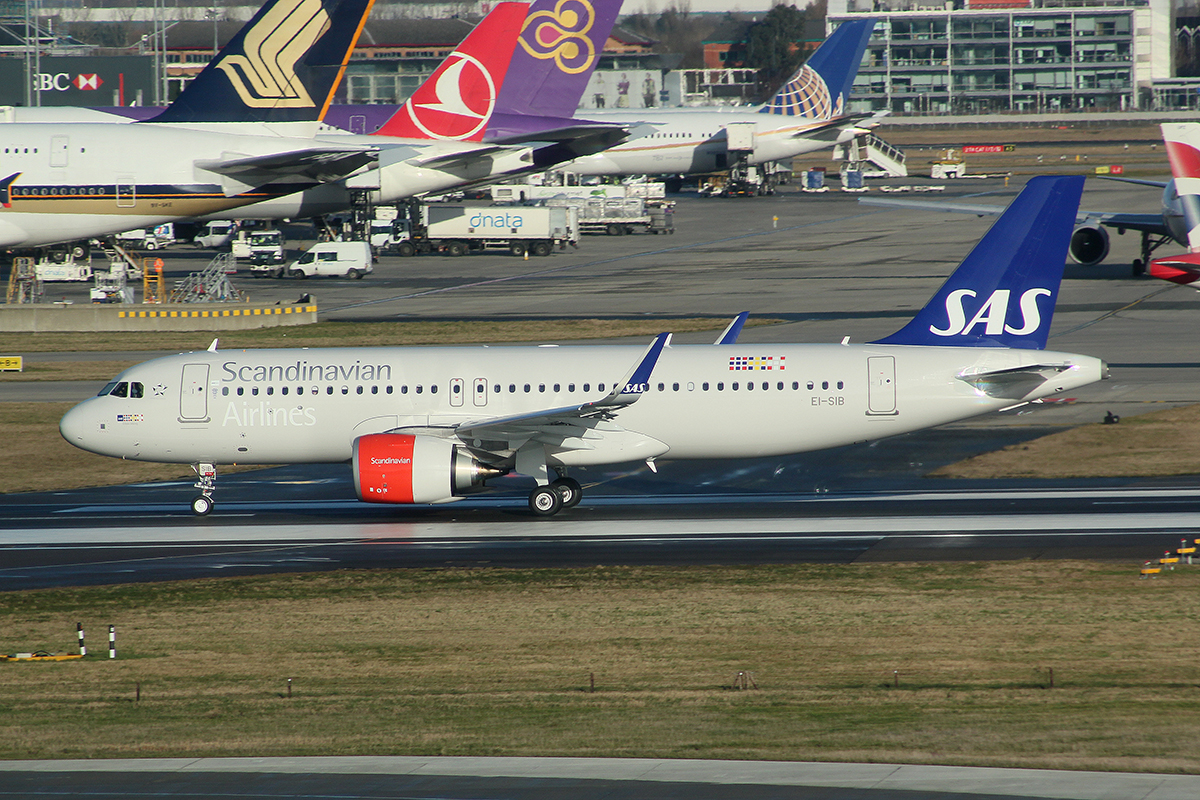
SAS Connect Airbus A320neo

## Flotte
| Appareil       | En service | Commandés | Passagers | Passagers | Passagers | Passagers | Notes                               |
| Appareil       | En service | Commandés | C         | Y         | M         | Total     | Notes                               |
| -------------- | ---------- | --------- | --------- | --------- | --------- | --------- | ----------------------------------- |
| Airbus A320neo | 31         | 1         | —         | —         | 180       | 180       | Opérant pour Scandinavian Airlines. |
| Total          | 31         | 1         |           |           |           |           |                                     |